# 川黔润楠
川黔润楠（学名：Machilus chuanchienensis）为樟科润楠属下的一个种。

## 扩展阅读
- 維基物種上的相關：川黔润楠